# Punta del Duc
La Punta del Duc és una muntanya de 297 metres que es troba al municipi de la Pobla de Massaluca, a la comarca de la Terra Alta.